# La memoria del agua
La memoria del agua és una pel·lícula de drama xilena dirigida per Matías Bize i protagonitzada per Benjamín Vicuña i Elena Anaya, estrenada el 27 d'agost de 2015. La pel·lícula relata el procés de dol que té una parella en perdre un fill.
El seu director va rebre el Colón d'Or a Millor Director en el Festival de Cinema Iberoamericà de Huelva 2015.

## Trama
Amanda (Elena Anaya) i Javier (Benjamín Vicuña) se separen després de la mort del seu fill. Cadascun a la seva manera tractarà de reconstruir la seva vida, una des del dolor, l'altre des de l'evasió. Junts emprendran un viatge que podria tornar a reunir-los com a parella, però que també els farà comprendre que l'amor no basta per a sobreposar-se a la tragèdia que els ha tocat viure.

## Repartiment
- Benjamín Vicuña com Javier.
- Elena Anaya com Amanda.
- Néstor Cantillana
- Pablo Cerda
- Sergio Hernández
- Alba Flores com Carmen.
- Antonia Zegers
- Silvia Marty com Mónica.
- Etienne Bobenrieth

## Premis i nominacions

### Premis Platino
La 3ra edició dels Premis Platino va tenir lloc el 24 de juliol de 2016.
| Any  | Categoria                     | Candidat(s)       | Resultat |
| ---- | ----------------------------- | ----------------- | -------- |
| 2016 | Millor interpretació femenina | Elena Anaya       | Nominada |
| 2016 | Millor fotografia             | Arnaldo Rodríguez | Nominat  |

| Premi                                        | Categoria                          | Receptor    | Resultat   | Ref.   |
| -------------------------------------------- | ---------------------------------- | ----------- | ---------- | ------ |
| Festival de Cinema Iberoamericà de Huelva    | Millor Pel·lícula                  | Matías Bize | Nominada   | [ 5 ]  |
| Festival de Cinema Iberoamericà de Huelva    | Millor Director                    | Matías Bize | Guanyador  | [ 5 ]  |
| Mostra Internacional de Cinema de Venècia    | Premi Venice Days                  | Matías Bize | Nominada   | [ 8 ]  |
| Santiago Festival Internacional de Cine      | Millor Actriu                      | Elena Anaya | Guanyadora | [ 9 ]  |
| XXI Premis Cinematogràfics José María Forqué | Millor Pel·lícula Llatinoamericana | Matías Bize | Nominada   | [ 10 ] |